# Scotch & Soda

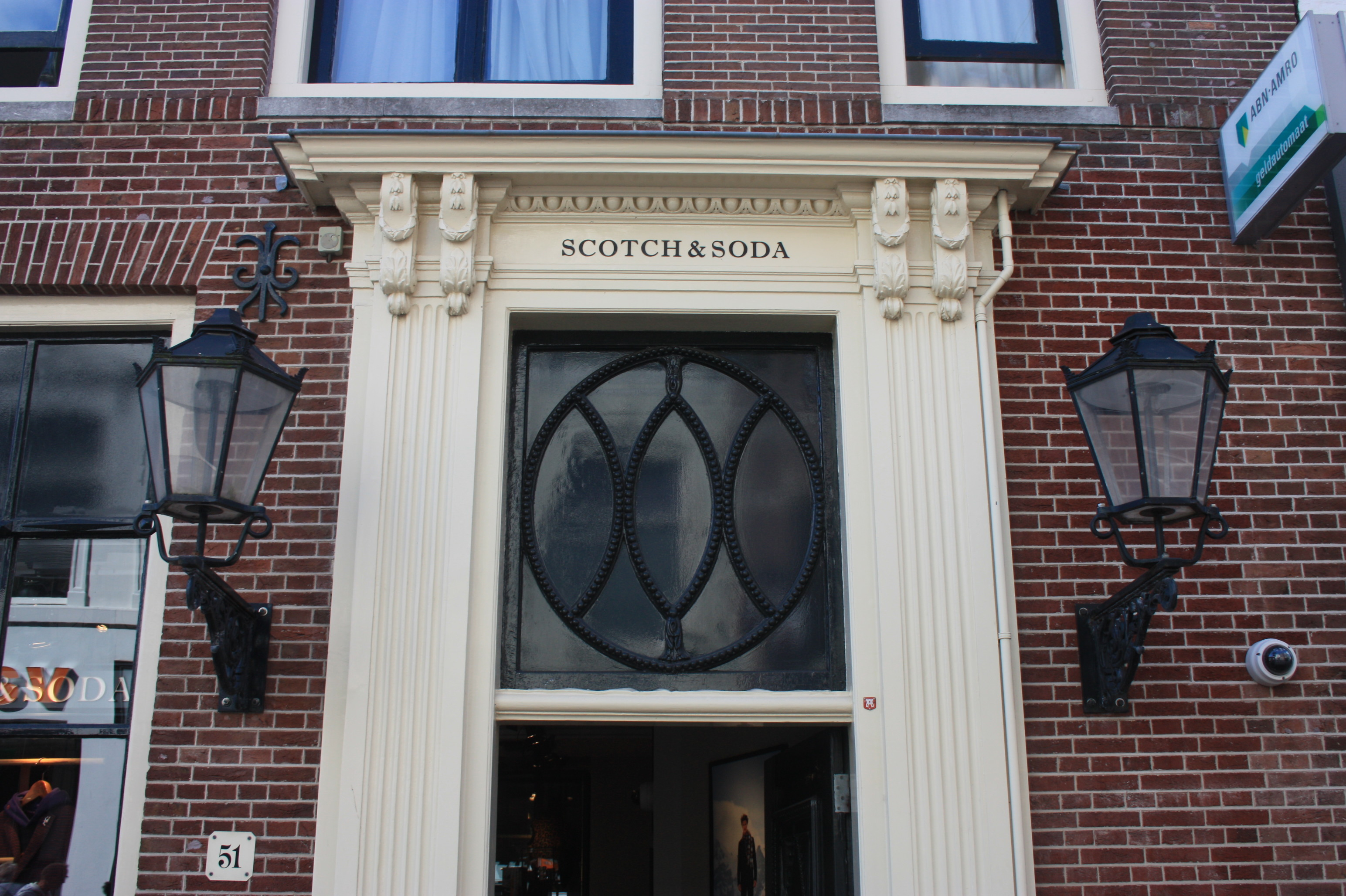
Scotch & Soda

Scotch & Soda ist ein Fashion-Label aus den Niederlanden, das sich auf Herren-, Damen- und Kinderkleidung sowie Denim, Schuhe, Accessoires und Düfte spezialisiert. Das Unternehmen wurde 1985 in Amsterdam gegründet.

## Geschichte
Scotch & Soda wurde 1985 vom damals 24-jährigen niederländischen Unternehmer Laurent Hompes gegründet. Das Unternehmen startete als eine Großhandelsmarke für Herrenkleidung in den Niederlanden und fokussierte sich auf Sportjacken in bunten Farben.
2000 übernahmen Eric Bijlsma, Joep Krouwels und Patrick Munsters die Marke, ein Jahr später folgte der Re-Launch. Als Start des Einzelhandelsgeschäfts öffneten 2008 zwei Stores in Amsterdam und Utrecht. Außerdem wurde eine neue Jungenkollektion eingeführt, gefolgt von der Damenkollektion im Jahr 2009, nachdem in den Stores beobachtet wurde, dass Frauen Teile der Männerkollektion für sich selbst kauften. 2010 präsentierte das Unternehmen seine Premium Denim Serie Amsterdams Blauw sowie den Unisex-Signature-Duft BARFLY und 2011 schließlich die Mädchenkollektion.
Als seinen ersten internationalen Store eröffnete das Unternehmen 2010 den US-Flagship-Store in SoHo, New York. Er zog die Aufmerksamkeit von Michael Kramer auf sich, der die Marke mit seinem Unternehmen Sun Capital Partners kaufte.
Nach dieser Übernahme 2011 und dem Start von Dirk-Jan Stoppelenburg als CEO 2015 fokussierte sich das Unternehmen auf die internationale Expansion, die 2012 mit zwei neuen Stores in London ihren Anfang nahm. Unter der Leitung von Stoppelenburg führte das Unternehmen eine Omnichannel-Strategie ein und expandierte in den Niederlanden, Deutschland, dem Vereinigten Königreich und den Vereinigten Staaten. 2019 wurden Schuhe für Damen und Herren sowie der zweite Duft SCOTCH & SODA eingeführt.
Im September 2019 trat Dirk-Jan Stoppelenburg als CEO des Unternehmens zurück und nahm die Position des Aufsichtsratsvorsitzenden ein. Im gleichen Monat wurde Frederick Lukoff CEO, der zuvor Präsident des Luxus-Fashion-Labels Stella McCartney war. 2020 wurden Sonnenbrillen und Brillen für Damen und Herren und ein drittes Parfüm auf den Markt gebracht.
Im März 2023 erklärten die niederländischen Gesellschaften von Scotch & Soda ihre Insolvenz. Zu diesem Zeitpunkt setzte Scotch & Soda in unter anderem 225 Einzelhandelsfilialen weltweit, davon 70 Franchisenehmer, 342,5 Millionen Euro um. Eine Woche später übernahm die amerikanische Investmentgesellschaft Bluestar Alliance das Geschäft und erklärte, es mit einigen Entlassungen weiterführen zu wollen. Der deutsche Ableger stellte im Juni 2024 einen Insolvenzantrag. Alle knapp 40 Filialen in Deutschland werden Ende August 2024 geschlossen.